# 三十槌橋

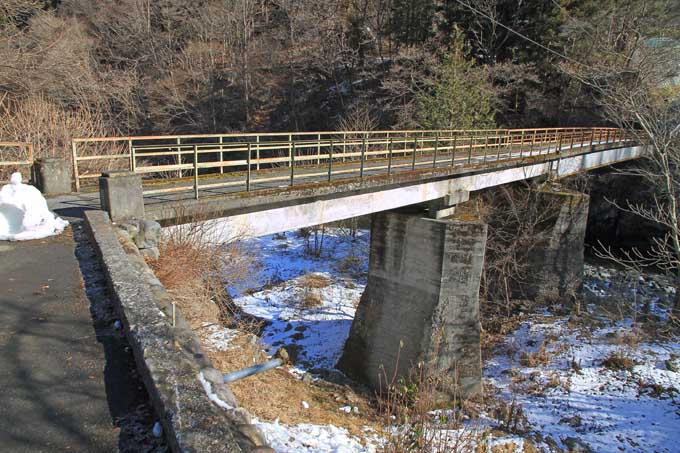
三十槌橋（2015年1月）

三十槌橋（みそつちばし）は、埼玉県秩父市大滝の荒川に架かる道路橋である。三十槌は三十土と記される場合がある。荒川本流において最も上流に架かる車道橋である。秩父路三大氷柱のひとつ三十槌の氷柱がある。

## 概要
荒川河口から147.5 kmの位置に架かる。三十場地区の生活道路となっている他、橋が三峰山の北側の麓に位置し、三峯神社や三峰公園へ至る登山道である「三十槌ハイキングコース」の交通手段となっている市道の永久橋である。
荒川の源流域が名を変えて入川となる流路に架かる国道140号の入川橋や、上流側で本橋の近傍に位置する二瀬ダム堤体の天端上を通る埼玉県道278号秩父多摩甲斐国立公園三峰線や、二瀬ダム付近の荒川の谷間に平行して架かる国道140号の桟道橋である秩父湖大橋を除くと、荒川本流において右岸側と左岸側を直接結ぶ最も上流に架かる車両が通れる橋となる。
なお人道橋については、本橋の上流側に何れも吊橋で3橋あり、秩父湖に秩父湖橋（1962年架設、長さ200.1 m）があり、さらに上流側の不動滝吊り橋（1980年架設、長さ32.0 m）、およびさらに上流側に無名の吊り橋（架設年次不明、長さ30.0 m）が架けられている。
橋長48.0メートル、幅員2.2メートルの3径間の永久橋の桁橋で、渡河部分である右岸側1径間が鋼鈑桁、左岸側2径間がコンクリート桁である。橋の両詰や取り付け道路に車止めは設置されておらず、登竜橋のような通行規制は行われていない。幅員が狭いことから交互通行である。歩道や路側帯のグリーンベルトは設置されていない。高欄は鉄製である。
橋脚は河川の水流圧を減じるため、上流側には鋭角な形状の水制工（水切り）が施されている。橋を通る路線バスなどの公共交通機関は設定されていないが、付近を通る国道140号に西武観光バスおよび秩父市営バスの「三十場」停留所がある。
山地に位置し両岸とも急傾斜地で、周囲の集落よりも低い位置に橋が架けられているため、取り付け道路が縦断勾配を有し斜面に沿ってクランク状に急カーブしている。

## 歴史
この橋はいつから架けられていたかは定かではない。国土地理院の明治43年測図、大正2年4月30日発行の地形図 『1/50000 三峰』によると三十槌橋の架設地点とほぼ同じ場所に橋の地図記号が記されており、明治末期より前には既に橋が架けられていたらしい。
現在の橋は1965年（昭和40年）に架設された。竣工当時は秩父郡大滝村に架かる大滝村管理の村道の橋であったが、2005年（平成17年）4月1日の合併（平成の大合併）により大滝村は秩父市に合併され、秩父市管理の橋となった。

## 周辺

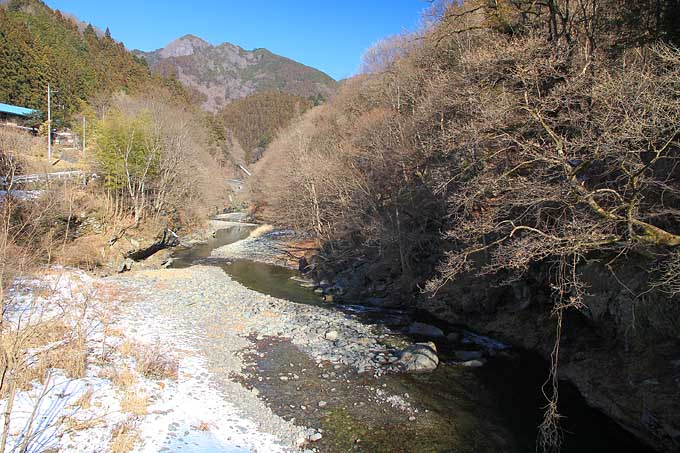
三十槌橋より下流側を望む。

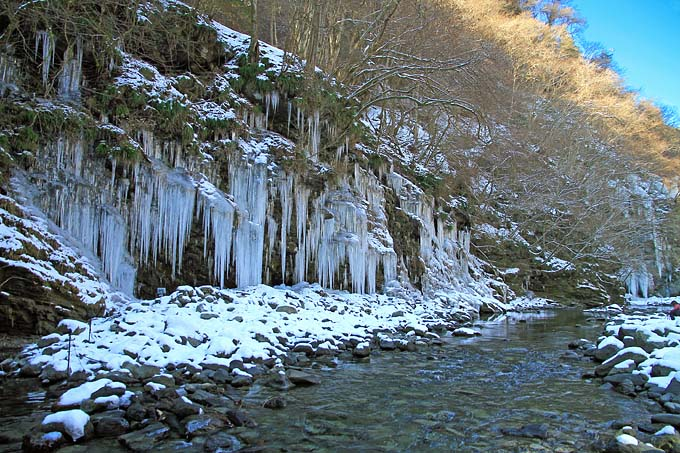
三十槌の氷柱と荒川。

周囲は三峯神社がある三峰山のふもとに当たり、秩父多摩甲斐国立公園の公園区域である普通地域の区域に指定されている他、特別地域の区域も近い。また、橋付近は約1億年前の四万十帯の地層を有した山間部の深いV字谷となっていて、山の谷あいの斜面にへばり付くように点在する集落や、いくつかのレジャー施設が点在する他は山林である。1963年（昭和38年）4月に縄文時代中期初頭の遺跡である「三十場遺跡」が付近で発見され、土器片や石器が発掘されている。また、橋のある場所は国土交通省関東地方整備局二瀬ダム管理所が、臨時に水質測定を行う地点のひとつに加えられている。冬季は橋周辺の河岸の崖から湧き出る水が氷結することで造り出される「三十槌の氷柱」と称した多数の氷柱を望むことができ、「大滝氷まつり」が開催される。
- ウッドルーフ奥秩父キャンプ場 - 三十槌の氷柱があり、「大滝氷まつり」の会場である[15]。
- 槌打キャンプ場 - 同上[15]
- 東京発電宮平発電所
- 三十槌区集会所
- ちちぶ農業協同組合大滝支店
- 平神社
- 落合水位観測所
- 中津川 - 荒川の支流
  - 落合橋
- 唐沢 - 荒川の支流
- 西ノ沢 - 荒川の支流

## 風景

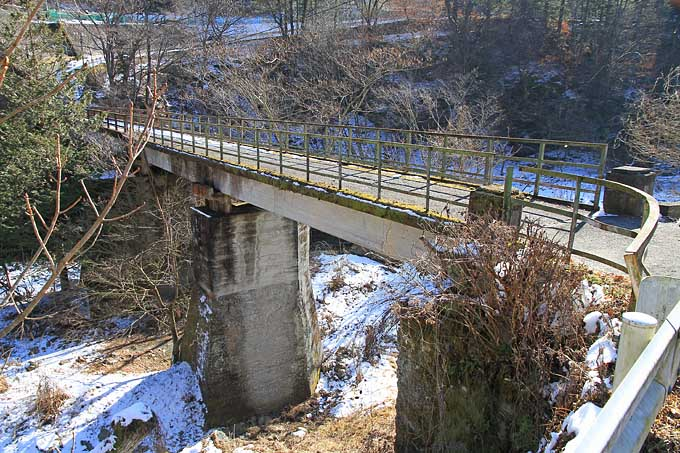
左岸下流側より望む。
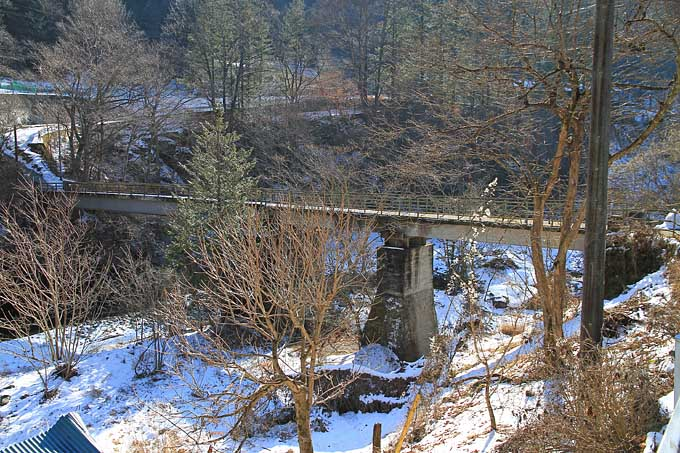
左岸下流側より遠景を望む。
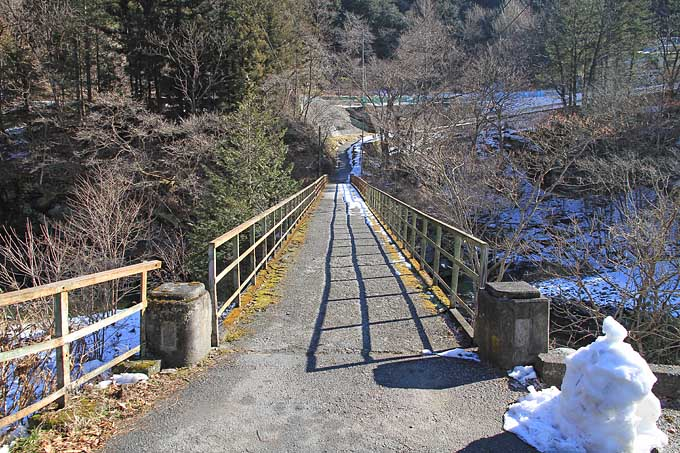
左岸側橋詰より望む。
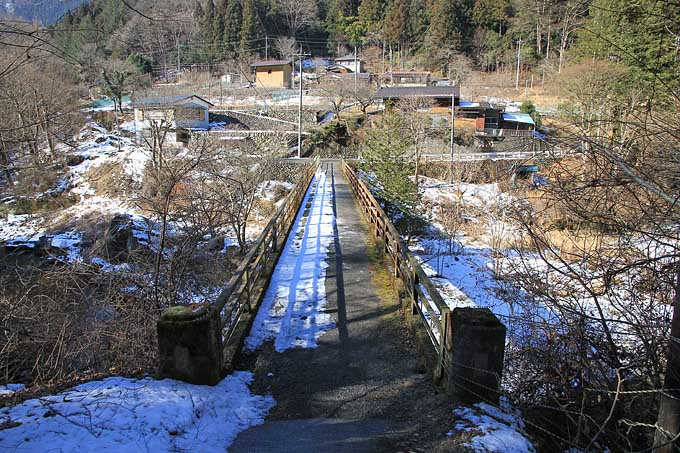
右岸側橋詰より望む。

## 隣の橋
- 荒川

（上流） - 二瀬ダム - 秩父湖大橋 - 三十槌橋 - 大滝橋 - 大中橋 - （下流）